# 体胀系数
体胀系数是指在一定溫度範圍內，體積和溫度微分表達式的差分近似，其精確值要求溫度的變化與體積的變化無限接近於零，因此在不同溫度梯度範圍內的體脹系數通常並不為常數。
從體脹系數的定義出發，液體在某一壓力p下，其表達式如下，其中V為液體體積，T為液體溫度：
{\displaystyle \gamma _{l}={\frac {1}{V}}\left({\frac {\partial V}{\partial T}}\right)}
若將體脹系數從體積轉換到密度，表達式如下，其中ρ為液體密度：
{\displaystyle \gamma _{l}={\frac {1}{V}}\left({\frac {\partial V}{\partial T}}\right)}
{\displaystyle {\begin{aligned}&=-{\frac {1}{\rho }}{\frac {\partial (\rho )}{\partial T}}\end{aligned}}}

## 性質
在固体，液体和气体中，气体的体胀系数最大，固体最小。各向同性固体的体胀系数，约为其线胀系数的三倍。当外界压强不变时，一切气体的体胀系数都近似相等，约为0.00367/度，即约1/273度。